# Pic Tolmie
Le pic Tolmie (en anglais : Tolmie Peak) est un sommet de la chaîne des Cascades, aux États-Unis. Il culmine à 1 810 mètres d'altitude dans le comté de Pierce, dans l'État de Washington. Il est protégé au sein de la Mount Rainier Wilderness, dans le parc national du mont Rainier.